# Politikens filmjournal 224
|  | Denne artikel er oprettet af botten Steenthbot ud fra en ekstern database. Den kan derfor have sproglige fejl eller mangler. Denne skabelon kan fjernes efter kontrol af indholdet. |

Politikens filmjournal 224 er en dansk dokumentarfilm fra 1953.

## Handling
1) Churchill ankommer til Bermuda til 3- magtsmøde.
2) Korea: Pusan raseret af brand. General Maxwell Taylor og præsident Syngman Ree hædrer 3. amerikanske infanteridivision ved troppeparade.
3) Jugoslavien: 10-årsdag for befrielsen fejres i Jugoslavien. Tito.
4) Italien: Tysk cirkusforestilling med elefanter og bjørne i Italien.
5) Cykelløb: Seksdagesløbene startes. Grethe Thordal.

## Medvirkende
- Winston Churchill
- Josip Broz Tito